# Matthieu Bataille
Matthieu Bataille (Cucq, 26 de julio de 1978) es un deportista francés que compitió en judo. Ganó tres medallas de bronce en el Campeonato Mundial de Judo entre los años 2007 y 2010, y dos medallas en el Campeonato Europeo de Judo, oro en 2004 y bronce en 2005.

## Palmarés internacional
| Campeonato Mundial | Campeonato Mundial         | Campeonato Mundial | Campeonato Mundial |
| Año                | Lugar                      | Medalla            | Categoría          |
| ------------------ | -------------------------- | ------------------ | ------------------ |
| 2007               | Río de Janeiro (Brasil)    | Medalla de bronce  | Abierta            |
| 2008               | Levallois-Perret (Francia) | Medalla de bronce  | Abierta            |
| 2010               | Tokio (Japón)              | Medalla de bronce  | +100 kg            |
| Campeonato Europeo |                            |                    |                    |
| Año                | Lugar                      | Medalla            | Categoría          |
| 2004               | Budapest (Hungría)         | Medalla de oro     | Abierta            |
| 2005               | Moscú ( Rusia)             | Medalla de bronce  | Abierta            |